# Perdas e danos
Perdas e danos, no contexto das mudanças climáticas, é um conceito que descreve os resultados de efeitos das alterações climáticas e como lidar com eles (para além da adaptação às alterações climáticas). Houve lentos avanços na implementação de mitigação e adaptação. Algumas perdas e danos já estão ocorrendo, e outras ainda por vir são inevitáveis.:62 Há uma distinção entre perdas econômicas e não econômicas; a maior diferença é que perdas não econômicas envolvem coisas que não costumam ser comercializadas em mercados.
A resposta apropriada dos governos às perdas e danos tem sido contestada desde a adoção do termo e do conceito pela UNFCCC. Estabelecer a responsabilidade e a compensação por perdas e danos tem sido um objetivo de longa data dos países vulneráveis e em desenvolvimento na Aliança dos Pequenos Estados Insulares (AOSIS, na sigla em inglês) e no Grupo dos Países Menos Desenvolvidos nas negociações. Contudo, os países desenvolvidos têm resistido a isso. O atual mecanismo da UNFCCC para lidar com perdas e danos, o "Mecanismo Internacional de Varsóvia para Perdas e Danos", concentra-se na pesquisa e no diálogo, em vez de responsabilidade ou compensação. Na COP 27, em 2022, após anos de negociação, as nações concordaram com uma proposta para estabelecer um fundo multilateral para perdas e danos, para apoiar as comunidades na prevenção, minimização e resolução de danos e riscos quando a adaptação não é suficiente ou chega tarde demais.:63

## Definição

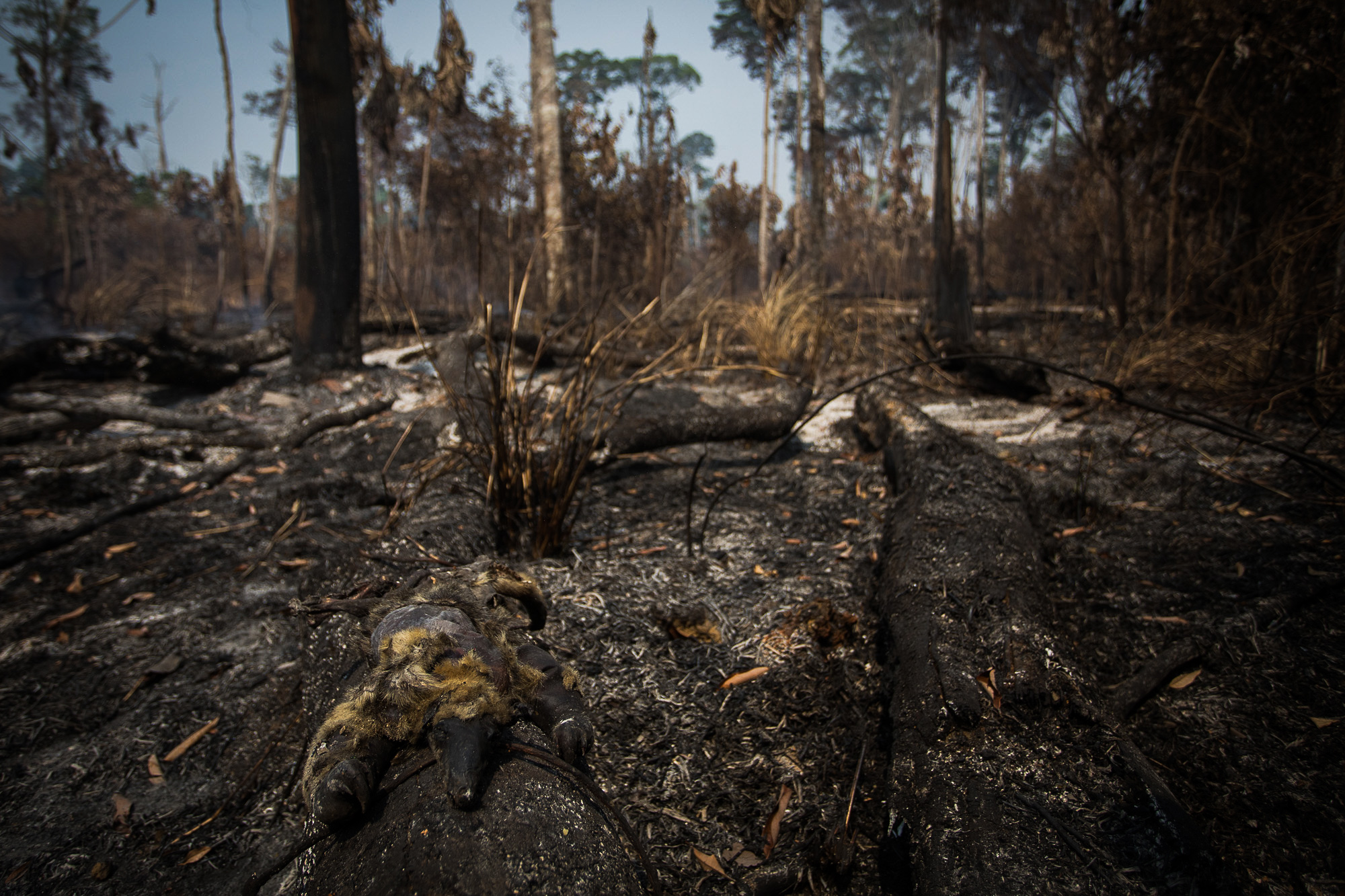
Um tamanduá-bandeira morto em área queimada em Apuí, no Amazonas. Esta cena simboliza o conceito de perda irreversíveis das mudanças climáticas: a extinção de espécies, a destruição permanente de ecossistemas e a perda de biodiversidade, que não podem ser restauradas ou compensadas integralmente.

Não existe uma definição única de perdas e danos.:2563 Na verdade, a ONU distingue entre P&D (Perdas e Danos) como o diálogo no âmbito das negociações da UNFCCC e 'perdas e danos' como os impactos observados e pesquisados.

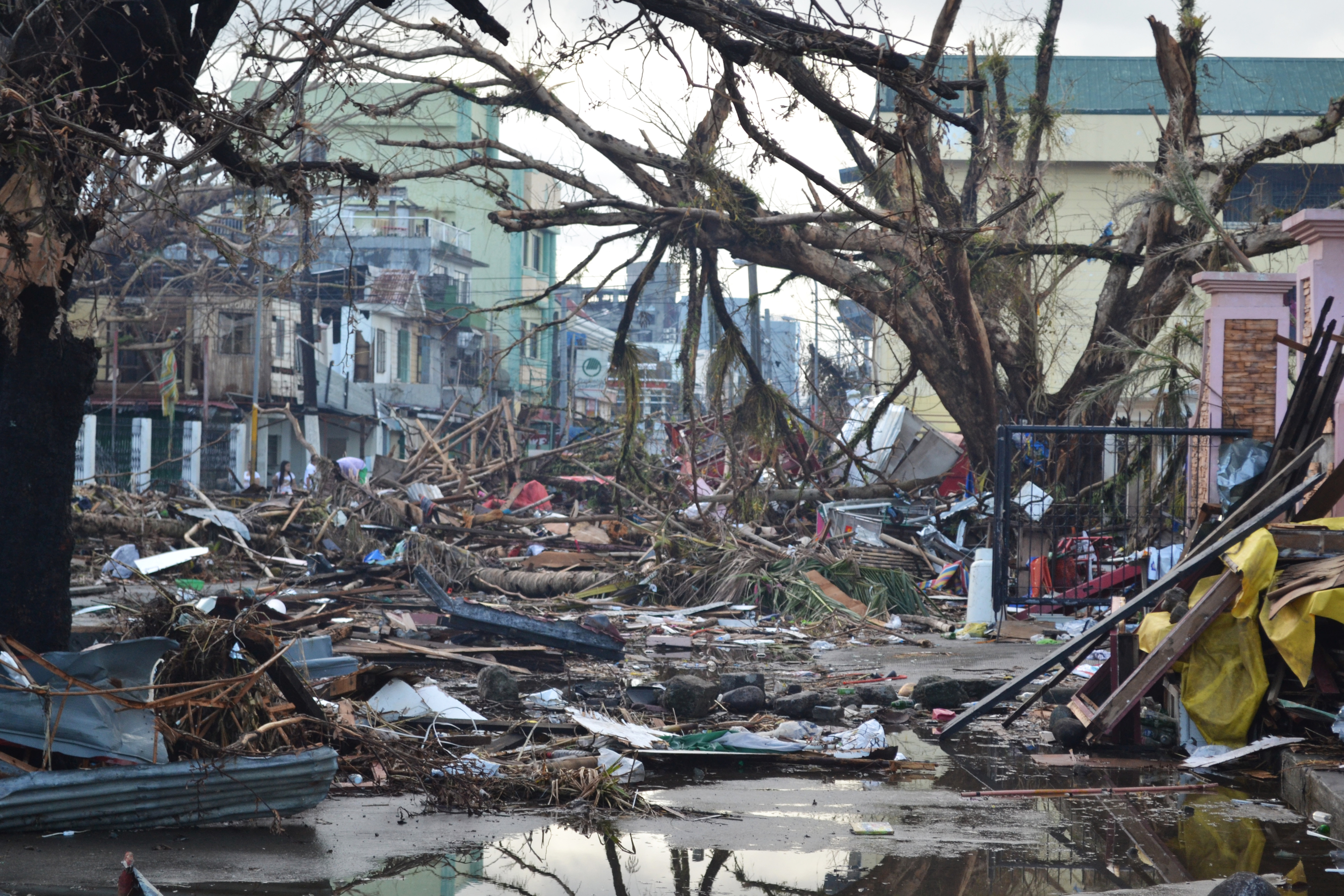
Destroços alinham as ruas de Tacloban, nas Filipinas, após a passagem do Tufão Haiyan, em 2013. A cena ilustra o conceito de danos climáticos: os prejuízos quantificáveis em infraestrutura, economia e meios de subsistência, que demandam reparação, reconstrução e compensação para a recuperação da comunidade.

A redação exata no Sexto Relatório de Avaliação do IPCC é: "A pesquisa considerou Perdas e Danos (em letras maiúsculas) como se referindo ao debate político no âmbito da Convenção-Quadro das Nações Unidas sobre Mudanças Climáticas (CQNUMC) após o estabelecimento do Mecanismo de Varsóvia sobre Perdas e Danos em 2013, que visa 'abordar perdas e danos associados aos impactos das mudanças climáticas, incluindo eventos extremos e eventos de início lento, em países em desenvolvimento que são particularmente vulneráveis aos efeitos adversos das mudanças climáticas'. Letras minúsculas (perdas e danos) foram consideradas como se referindo de forma ampla aos danos causados por impactos (observados) e riscos (projetados) e podem ser econômicos ou não econômicos (Mechler et al., 2018).":2914
"Perda", por sua vez, pode ser entendida como dano irreversível causado pelas mudanças climáticas, por exemplo, através da destruição completa ou redução permanente no funcionamento de ativos, infraestrutura ou recursos, a submersão completa de pequenas nações insulares devido à elevação do nível do mar, a extinção irreversível de uma espécie ou a perda permanente de sítios de patrimônio cultural devido à erosão causada por eventos climáticos extremos.
"Danos" se refere aos efeitos nocivos e custos associados às mudanças climáticas que podem ser quantificados e potencialmente compensados (incluindo custos econômicos, sociais e ambientais). Os danos podem ser temporários ou parcialmente reversíveis e muitas vezes envolvem reparação, restauração ou compensação, por exemplo, a destruição de infraestruturas por furacões, perdas económicas devido à perda de colheitas causada pela seca ou os custos de realocação de comunidades costeiras devido à erosão e à subida do nível do mar.
Perdas e danos estão relacionados ao fornecimento de financiamento e suporte climático, incluindo responsabilidade, compensação e litígio. Perdas e danos também estão intimamente ligados à mitigação de emissões de gases de efeito estufa e à adaptação aos riscos climáticos. Perdas e danos surgem quando as ações de mitigação e adaptação para reduzir os impactos climáticos falham.:62 Elas incluem os danos (e os riscos de danos futuros) além daqueles abordados pela mitigação e adaptação. Essas perdas e danos são às vezes chamadas de impactos ou riscos "residuais". Dado o lento progresso na implementação da mitigação e da adaptação, algumas perdas e danos já estão acontecendo, e perdas e danos adicionais são inevitáveis.:62
A CQNUAC definiu perdas e danos como incluindo danos resultantes de eventos súbitos (catástrofes climáticas como ciclones), bem como de processos mais lentos (por exemplo, a subida do nível do mar). Perdas e danos podem ocorrer em sistemas humanos (como os meios de subsistência), bem como em sistemas naturais (como a biodiversidade), embora a ênfase em pesquisas e políticas esteja nos impactos humanos.
Em sistemas humanos, é feita uma distinção entre perdas econômicas e perdas não econômicas. Perdas e danos econômicos afetam recursos, bens e serviços que são comumente comercializados. As perdas e danos não económicos incluem a perda de membros da família e o desaparecimento de culturas. A principal diferença entre os dois é que as perdas não econômicas envolvem coisas que não são comumente negociadas em mercados.
Reparações climáticas são pagamentos por perdas e danos que se baseiam no conceito de reparações. Para seus defensores, elas seriam uma forma de justiça climática. A compensação é necessária para responsabilizar os países pelas perdas e danos resultantes das emissões históricas e é uma obrigação ética e moral. Um consultor do Bangladesh comentou na COP26 que "o termo "perdas e danos" é um eufemismo para termos que não estamos autorizados a usar, que são "responsabilidade e compensação"... "Reparações" é ainda pior."

## História

### Negociações iniciais

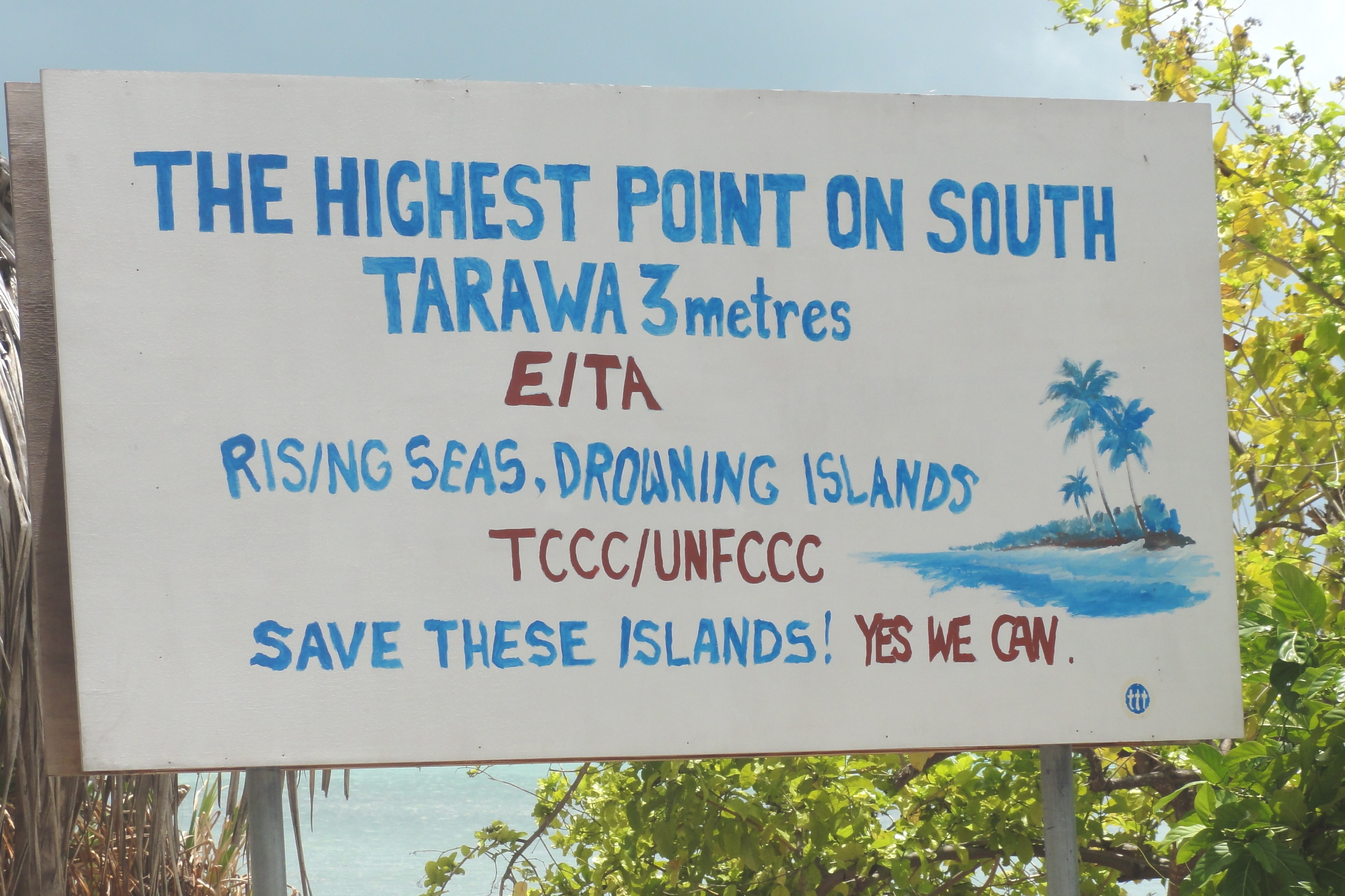
Fotografia de 2011 em Taraua do Sul, em Kiribati, com uma placa com um apelo à Convenção-Quadro das Nações Unidas sobre a Mudança do Clima para salvar os países insulares da subida do nível do mar.

Quando a Convenção-Quadro das Nações Unidas sobre a Mudança do Clima (CQNUAC) estava sendo elaborada em 1991, a Aliança dos Pequenos Estados Insulares propôs a criação de um fundo internacional de seguros para “compensar os países em desenvolvimento, as pequenas ilhas e zonas costeiras em baixa altitude mais vulneráveis pelas perdas e danos resultantes da subida do nível do mar”. Na proposta, o valor a ser contribuído por cada país seria determinado por sua contribuição relativa às emissões globais e sua participação relativa no produto nacional bruto global, uma fórmula "modelada na Convenção Suplementar de Bruxelas de 1963 sobre Responsabilidade de Terceiros no Campo da Energia Nuclear". Esta proposta foi rejeitada e, quando a CQNUAC foi adotada em 1992, não continha qualquer menção a perdas ou danos.
Perdas e danos foram mencionados pela primeira vez num texto formalmente negociado pela ONU no Plano de Ação de Bali de 2007, que chamava por "estratégias de redução de catástrofes e meios para abordar as perdas e os danos associados aos impactos das alterações climáticas nos países em desenvolvimento que são particularmente vulneráveis aos efeitos adversos das alterações climáticas".

### Mecanismo Internacional da Varsóvia para Perdas e Danos
O Mecanismo Internacional da Varsóvia para Perdas e Danos, criado em 2013, reconhece que “as perdas e os danos associados aos efeitos adversos das alterações climáticas incluem, e em alguns casos envolvem mais do que aquilo que pode ser reduzido pela adaptação”. Ele determina que é preciso “melhorar o conhecimento e a compreensão”, “reforçar o diálogo, a coordenação, a coerência e as sinergias entre as partes interessadas relevantes” e “melhorar a ação e o apoio, incluindo o financiamento, a tecnologia e o reforço de capacidades, para lidar com perdas e danos associados aos efeitos adversos das alterações climáticas”. Entretanto, ele não prevê nenhuma responsabilidade ou compensação por perdas e danos. A única razão pela qual perdas e danos foram sequer discutidos em Varsóvia foi porque toda a delegação dos países em desenvolvimento combinou um abandono das negociações.
O Mecanismo Internacional de Varsóvia sobre Perdas e Danos foi criado em 2013 para lidar com os efeitos relacionados ao clima em países altamente vulneráveis e foi aprovado em 2015 pelo Acordo de Paris. No entanto, os conceitos, métodos, ferramentas e orientações para a política e implementação de perdas e danos permaneceram contestados e foram considerados vagos.
O Acordo de Paris prevê a continuação do Mecanismo Internacional de Varsóvia, mas declara explicitamente que a sua inclusão “não implica nem constitui uma base para qualquer responsabilidade ou compensação”. A inclusão desta cláusula foi a condição sob a qual países desenvolvidos, particularmente os Estados Unidos, concordaram em incluir uma menção a perdas e danos.

## Acordo reforçado sobre financiamento

### Cúpula de financiamento climático de Paris
Antes da cúpula sobre finanças climáticas de Paris, em junho de 2023, mais de 100 economistas assinaram uma carta pedindo o estabelecimento de um imposto sobre riqueza extrema como um mecanismo de perdas e danos para o 1% das pessoas mais ricas, que são responsáveis por duas vezes mais emissões do que os 50% mais pobres (um imposto de 2% poderia arrecadar aproximadamente 2,5 trilhões). Se compararmos as emissões dos países de renda alta com os danos causados pelas alterações climáticas aos países de renda baixa o resultado é que os países ricos têm uma dívida de cerca de US$ 6 bilhões anuais com os países de renda baixa.
A ideia não foi aceita na cúpula, mas houve algum avanço: o Banco Mundial permitiu que países de baixa renda interrompessem temporariamente o pagamento de dívidas caso fossem atingidos por desastres climáticos (a maior parte da ajuda financeira para países vulneráveis ao clima vem na forma de dívidas, o que muitas vezes piora a situação, sobrecarregando seu endividamento). Cerca de US$ 300 bilhões foram prometidos como ajuda financeira nos próximos anos, embora, segundo especialistas, seja necessária uma ajuda na casa dos trilhões para resolver, de fato, o problema.

## Pesquisa sobre Perdas e Danos
O 5º Relatório de Avaliação do Painel Intergovernamental sobre Mudanças Climáticas (IPCC), publicado em 2013-2014, não continha um capítulo separado sobre perdas e danos, mas o Capítulo 16 de Grupo de Trabalho II: Impactos, Adaptação e Vulnerabilidade (WG2) sobre limites e restrições de adaptação, tem relevância para pessoas interessadas em perdas e danos. Uma análise qualitativa dos dados sobre o que o 5º Relatório de Avaliação do IPCC tinha a dizer sobre perdas e danos mostrou que o termo foi usado com muito mais frequência em declarações sobre países do Anexo 1 (por exemplo, EUA, Austrália ou países europeus) do que em textos sobre países não incluídos no Anexo 1 (a maioria dos países da África, Ásia, América Latina e Pacífico), que tendem a ser mais vulneráveis aos impactos das alterações climáticas.
Uma avaliação de Perdas e Danos do IPCC em 2018 descobriu que os riscos residuais (riscos além daqueles abordados por ações de adaptação) aumentarão com o aquecimento adicional. Isto pode levar a impactos que vão além dos limites de adaptação. :2563–2564 O 6º Relatório de Avaliação do IPCC incluiu uma seção sobre Perdas e Danos. Alguns dos principais tópicos dos textos de negociação da UNFCCC e da pesquisa científica nessa área são financiamento de risco (para riscos residuais), fontes de financiamento e opções para perdas e danos, e financiamento transformador. Exemplos de financiamento transformador incluem: financiamento da realocação e retirada de bens e comunidades ou a mudança de meios de subsistência, quando os atuais se tornam inviáveis. :2563–2564